# Anomatheca
Anomatheca é um género botânico pertencente à família Iridaceae.